# Bernart Vidal
Bernart Vidal o Bernat Vidal (fl. 1220-1270) è stato un trovatore che scrisse in lingua occitana di cui si hanno scarsissime notizie, forse catalano originario di Gerona o del Rossiglione, contemporaneo di Cerverí de Girona.
Qualcuno ipotizza che Bernart avrebbe potuto appartenere alla stessa famiglia di Raimon Vidal de Besaudun.